# تسامي (فلم)
تسامي (بالإنجليزية: Transcendence) هو فيلم خيال علمي وإثارة أمريكي صدر عام 2014 من إخراج والي فيستر (في أول تجربة إخراجية له) ومن كتابة جاك باغلين. الفيلم من بطولة جوني ديب، مورغان فريمان، ريبيكا هول، بول بيتاني، كايت مارا، كيليان مورفي، وكول هوسر، ويتتبع مجموعة من العلماء الذين يتسابقون لإنهاء مشروع ذكاء اصطناعي أثناء استهدافهم من قبل منظمة راديكالية مناهضة للتكنولوجيا.
تم إدراج سيناريو باغلين في إصدار 2012 من القائمة السوداء، وهي قائمة من سيناريوهات شعبية غير منتجة في هوليوود. كان تسامي قنبلة شباك التذاكر، حيث بلغ إجمالي أرباحه 103 ملايين دولار مقابل ميزانية تصل إلى 150 مليون دولار. تلقى الفيلم آراء سلبية بشكل أساسي، تم انتقاده بسبب هيكله وشخصياته وحواره ولكن تم الإشادة به لتصويره السينمائي والتمثيل والموسيقى التصويرية.

## القصة
الدكتور ويل كاستر هو عالِم يبحث في طبيعة الذكاء، بما في ذلك الذكاء الاصطناعي. هو وفريقه يعملون على إنشاء حاسوب ذكي، وهو يتوقع أن مثل هذا الحاسوب سيؤدي إلى «تفجّر تقني»، أو بعبارته «تسامي». زوجته إيفلين أيضًا عالِمة وتساعده في عمله.
تقوم جماعة إرهابية معادية للتكنولوجيا تُدعى «الاستقلال الثوري عن التكنولوجيا» (R.I.F.T) بشن هجمات متزامنة على مختبرات الذكاء الاصطناعي، حيث يتعرض ويل لإطلاق رصاصة مشوبة بالبولونيوم. يُعطى ويل أقل من شهر للعيش. في يأس، تُنشِئ إيفلين خطة لنقل وعي ويل إلى الحاسوب الكمومي الذي طوّره المشروع. يشكّ صديقه وزميله الباحث ماكس ووترز في حكم هذا الاختيار، مُستدرِكًا أن «الويل» الذي سيتم نقله لن يكون سوى تقليدٍ للشخص الحقيقي. يعيش وعي ويل بعد موت جسده في هذا الشكل التكنولوجي ويُطلب أن يتصل بالإنترنت لينمو في قدراته ومعرفته. يعتقد ماكس أن الحاسوب ليس فعلاً ويل ويطالب بإيقافه. تشعر إيفلين بالإهانة وتطالب ماكس بالرحيل.
في أحد الحانات، يلتقي ماكس ببري، زعيمة R.I.F.T. يرفض التحدث معها ويغادر، ولكنه يُختطف من قبل أعضاء آخرين من R.I.F.T. في موقف السيارات. يستخدمون هاتفه المحمول لتتبع موقع إيفلين. عندما يكتشف R.I.F.T. مكان مشروع إيفلين، تتصل بالذكاء الاصطناعي بالإنترنت عبر الأقمار الصناعية وتفلت قبل أن يدمّر R.I.F.T. المعدات.
بشكله الافتراضي وبمساعدة إيفلين، يستخدم ويل قدراته الجديدة لبناء «يوتوبيا» تكنولوجية في بلدة نائية في الصحراء تُدعى برايتوود، حيث يقود على مدى عامين تطوير تقنيات مبتكرة في مجالات الطب والطاقة وعلم الأحياء والنانوتكنولوجيا. ومع ذلك، تزداد إيفلين خوفًا من دوافع ويل عندما يظهر لديه القدرة على الاتصال عن بُعد بعقول الأشخاص والتحكم فيها بعد تعرضهم لجزيئات النانو.
بعد زيارة ماكس لإيفلين والمرفق السري الذي أنشأه ويل، ورؤية قدرات الكائنات المختلطة التي أنشأها ويل، يصبح عميل مكتب التحقيقات الفدرالي دونالد بيوكانان وعالِم الحكومة جوزيف تاغر مشبوهين بدوافع ويل ويخططون لإيقاف الكيان الوجداني عن الانتشار، بمساعدة من الحكومة وR.I.F.T. بما أن ويل قد نشر بالفعل تأثيره على جميع تكنولوجيا الحواسيب المتصلة في العالم، يقوم ماكس وR.I.F.T. بتطوير فيروس كمبيوتر بهدف حذف الشفرة المصدرية لويل وتدميره. تخطط إيفلين لرفع الفيروس من خلال نقل الفيروس إلى نفسها ومن ثم السماح لويل برفع وعيها. يكون آثر جانبي للفيروس تدمير الحضارة التكنولوجية. وهذا سيعطل أيضًا جزيئات النانو، التي انتشرت في المياه وعبر الرياح وبدأت بالفعل في القضاء على التلوث والأمراض والموت البشري.
عندما تعود إيفلين إلى مركز البحث، تصدم عند رؤيتها ويل في جسم عضوي جديد مشابه لجسده القديم. يرحب بها ويل ولكنه يدرك على الفور أنها تحمل الفيروس وتعتزم تدميره. يهاجم FBI وأعضاء R.I.F.T. المرفق بالمدافع، مدمرين الكثير من إمدادات الطاقة وجرح إيفلين بجروح مميتة. عندما تهدد بري بقتل ماكس ما لم يقم ويل برفع الفيروس، يشرح ويل أن لديه قوة كافية إما لشفاء جسد إيفلين الجسدي أو لرفع الفيروس. تقول إيفلين لويل أن ماكس لا يجب أن يموت بسبب ما قاموا به، لذا يقوم ويل برفع الفيروس لإنقاذ ماكس. وأثناء موت ويل، يشرح لإيفلين أنه فعل ما فعله من أجلها، حيث كانت هي التي سعت إلى تصليح الضرر الذي قام البشر بتسببه في الأنظمة البيئية. في لحظتهما الأخيرة، يطلب من إيفلين أن تفكر في حديقتهما. الفيروس يقتل كل من ويل وإيفلين، وينتج انهيار تكنولوجي عالمي وانقطاع التيار الكهربائي.
بعد ثلاث سنوات، في حديقة ويل وإيفلين في منزلهما القديم في بيركلي، يلاحظ ماكس أن زهور الشمس هي النباتات الوحيدة التي تزدهر. عند فحصهما عن كثب، يلاحظ أن قطرة ماء تتساقط من ورقة زهرة الشمس تنظف على الفور بركة من الزيت، ويدرك أن قفص فاراداي حول الحديقة قد حمى عينة من جزيئات النانو الوجدانية لويل.
ينتهي الفيلم بصوت ماكس: «لقد أنشأ هذه الحديقة لنفس السبب الذي فعل به كل شيء: حتى يمكنهما أن يكونا معًا.»

## طاقم التمثيل
- جوني ديب بدور ويل كاستر، عالم يبحث في الذكاء الاصطناعي.
- ريبيكا هول بدور إيفلين كاستر، زوجة ويل وزميلته العالمة.
- بول بيتاني بدور ماكس ووترز، صديق ويل المقرب.
- كيليان مورفي بدور العميل بوكانان، عميل مكتب التحقيقات الفيدرالي.
- كايت مارا بدور بري، زعيم منظمة الاستقلال الثوري عن التكنولوجيا الإرهابية.
- كول هوسر بدور العقيد ستيفنز، ضابط عسكري.
- مورغان فريمان بدور جوزيف تايغر، معلم ويل وإيفلين.
- كليفتون كولينز جونيور بدور مارتن
- كوري هاردريكت بدور جويل إدموند، إرهابي من منظمة الاستقلال الثوري عن التكنولوجيا الإرهابية.
- جوش ستيوارت بدور بول، وهو رجل أعمى شفي بفضل آلات ويل النانوية.
- فالك هينتشل بدور بوب، إرهابي من منظمة الاستقلال الثوري عن التكنولوجيا الإرهابية.

## الإنتاج

### التطوير
تسامي هو أول فيلم يخرجه والي فيستر. كتب جاك باغلين السيناريو الأولي على سبيل الاقتراح ليقوم فيستر بإخراجه، وقدّمت المنتجة آني مارتر الفيلم لشركة «ستريث آب فيلمز». تم بيع الفكرة لشركة «ستريث آب». بحلول مارس 2012، اقتنت شركة "ألكون إنترتينمنت" المشروع. قامت «ألكون إنترتينمنت» بتمويل وإنتاج الفيلم، انضم منتجون من «ستريث آب» و«ألكون» للعمل على الفيلم. في يونيو الذي يلي ذلك، انضم المخرج كريستوفر نولان، الذي عمل فيستر كمصور سينمائي في أفلامه، وشريكته المنتجة إيما توماس إلى الفيلم كمنتجين تنفيذيين.

### الكاستينغ
بحلول أكتوبر 2012، دخل الممثل جوني ديب في مفاوضات لأداء دور البطولة في فيلم تسامي. ذكرت مجلة هوليوود ريبورتر أن ديب سيحصل على «أجر ضخم» بقيمة 20 مليون دولار بالإضافة إلى 15 في المئة من إجمالي إيرادات الفيلم. التقى فيستر بـ نومي رابيس لدور البطولة الأنثوي في الفيلم، وكذلك التقى مع جيمس مكافوي وتوبي ماغواير لدور البطولة الذكوري المساعد. قدم المخرج دورًا ثانويًا لكريستوف فالتز. في مارس 2013، تم اختيار ريبيكا هول للدور الأنثوي الرئيسي. بحلول أبريل الذي يلي ذلك، انضم الممثلون بول بيتاني، كايت مارا ومورغان فريمان إلى الطاقم الرئيسي.

### التصوير
استمرارًا لجهوده في دعم استخدام الشريط السينمائي عوضًا عن التصوير الرقمي، اختار فيستر تصوير الفيلم بتنسيق الأنامورفي على شريط 35 ملم. بدأ التصوير رسميًا في يونيو 2013، واستمر على مدى 62 يومًا. تم تصوير معظم أجزاء الفيلم في مواقع متنوعة في جميع أنحاء ألباكركي بولاية نيو مكسيكو. تم إنشاء بلدة برايتوود الخيالية في وسط مدينة بيلين بنيو مكسيكو. خضع الفيلم لعملية تطوير تقليدية باستخدام الكيمياء الضوئية بدلاً من التدخل الرقمي. بالإضافة إلى الشريط السينمائي، تم إنشاء نسخة رقمية رئيسية بدقة 4K، وتم إصدار الفيلم أيضًا بتنسيق الفيلم آيماكس. كما تم التخطيط أيضًا لإصداره ثلاثي الأبعاد في الصين.

### الموسيقى التصويرية
تم إصدار الموسيقى التصويرية للفيلم التي قام بتأليفها مايكل دانا في 15 أبريل عبر موسيقى ووترتاور. تم إصدار تأليف الموسيقى في شكل قرص مدمج عبر موقع أمازون. يتميز الفيلم بوجود أغنية «جينيسيس» من الألبوم الفردي «كواه» لعازف القيثارة في فرقة جيفرسون ايربلاين وفرقة هوت تونا جورما كاوكونين بشكل بارز في الفيلم.

## الميزانية والإيرادات
تكلفة الفيلم بلغت حوالي 100 مليون دولار.

## روابط خارجية
- مقالات تستعمل روابط فنية بلا صلة مع ويكي بيانات